# Parafia Ewangelicko-Augsburska Świętej Trójcy w Szczecinie
Niektóre z zamieszczonych tu informacji wymagają weryfikacji.
Dokładniejsze informacje o tym, co należy poprawić, być może znajdują się w dyskusji tego artykułu.
 Po wyeliminowaniu niedoskonałości należy usunąć szablon [[Szablon:Dopracować|]] z tego artykułu.
Parafia Ewangelicko-Augsburska Świętej Trójcy w Szczecinie – parafia ewangelicko-augsburska, w diecezji wrocławskiej, której siedzibą jest kościół Świętej Trójcy na Łasztowni w Szczecinie.
Centrum parafii luterańskiej stanowi obecnie kościół Św. Trójcy, dom gościnny im. Dietricha Bonhoeffera i kancelaria w Szczecinie przy ul. Energetyków 8. Do parafii należą jeszcze: Międzynarodowe Centrum Studiów i Spotkań im. Dietricha Bonhoeffera przy ul. Piotra Skargi 32 oraz Ogród ciszy i medytacji w Szczecinie-Zdrojach przy ul. Jabłoniowej 6 (dawna siedziba seminarium duchownego ks. Dietricha Bonhoeffera). 
Obecnym proboszczem administratorem parafii jest ks. Sławomir Sikora (pełni obowiązki proboszcza od 24 czerwca 2007, uroczyście mianowany na proboszcza został podczas nabożeństwa w niedzielę Rogate 17 maja 2009).
Parafia ma także 2 filiały, w których także odbywają się nabożeństwa. Są nimi kościół św. Jana w Trzebiatowie oraz kaplica w Kłodzinie.

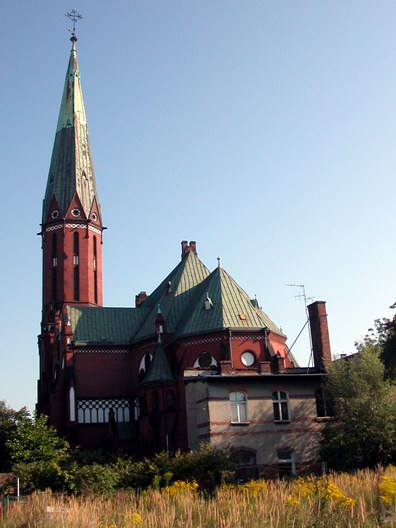
Kościół Świętej Trójcy na Łasztowni

## Historia
Kościół Św. Trójcy na Łasztowni (dawniej św. Gertrudy) w Szczecinie znajduje się w posiadaniu parafii ewangelicko-augsburskiej od 1954 r.
W jego posiadanie polscy luteranie starali się wejść zaraz po wojnie, kiedy jasnym się stało, że przejęty przez Kościół rzymskokatolicki ewangelicki kościół Zbawiciela przy ul. Słowackiego już nie zostanie im wrócony. Pisemna interwencja ewangelickich władz kościelnych -  Konsystorza - z dnia 7 maja 1948 do Ministerstwa Ziem Odzyskanych o przyznanie parafii ewangelicko-augsburskiej w Szczecinie kościoła św. Gertrudy przy ul. Łasztowej poparta została również przez ks. Ryszarda Trenklera jako zwierzchnika diecezji. Złożył on stosowne pismo w Urzędzie Wojewódzkim w Szczecinie w sierpniu 1948 r. Starania ze strony parafii ewangelickiej w Szczecinie nie przyniosły żadnego rezultatu. 

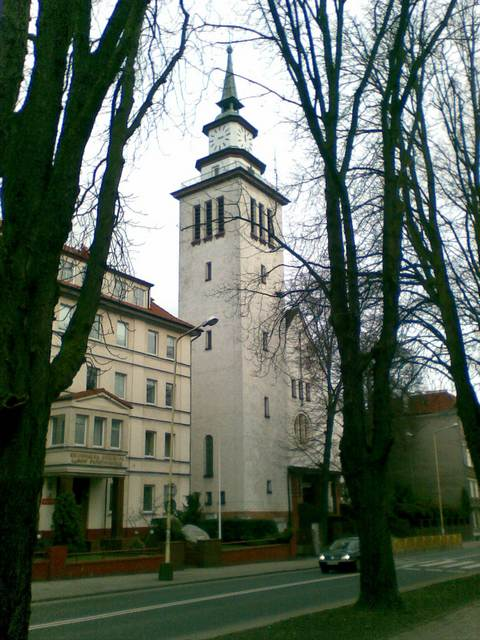
Kościół Najświętszego Zbawiciela w Szczecinie, ul. Słowackiego 1a, Niebuszewo-Bolinko

Dopiero w roku 1954 powrócono do sprawy kościoła św. Gertrudy dzięki staraniom kaznodzieja Paula Gurgela, który mieszkał w Szczecinie. Wystąpił on do Prezydium Wojewódzkiej Rady Narodowej w Szczecinie z prośbą o przyznanie zniszczonego budynku kościoła św. Gertrudy dla ludności niemieckiej na nabożeństwa.
W 1954 r. Kościół rzymskokatolicki próbował jeszcze raz przejąć kościół św. Gertrudy, ale odmówiono tej próbie z wyjaśnieniem, że odebranie kościoła użytkowanego przez Niemców, mogłoby wywołać konflikt dyplomatyczny. Ostatecznie kierownik referatu opowiedział się za przyznaniem kościoła grupie ludności ewangelickiej narodowości niemieckiej. 
Do pełnej integracji obu grup narodowościowych - polskiej i niemieckiej - doszło w roku 1994. Na prośbę parafii polskiej i niemieckiej,  Konsystorz Kościoła podjął uchwałę o formalno-prawnym utworzeniu jednej parafii z dwoma grupami językowymi. W ten sposób po raz pierwszy po 1945 r. doszło do utworzenia jednolitej parafii.
Po 1945 r. w Szczecinie działali m.in. następujący polscy księża ewangeliccy: Karol Świtalski, Jerzy Otello, Gustaw Meyer, Piotr Gaś, Sławomir Sikora (od 2009 r.).